# Sportfreunde Walsum
Sportfreunde Walsum (offiziell: Sportfreunde Walsum 09 e. V.) ist ein Sportverein aus dem Duisburger Stadtteil Walsum. Die erste Fußballmannschaft spielte vier Jahre in der höchsten niederrheinischen Amateurliga.

## Geschichte
Der Verein entstand am 24. August 1958 durch die Fusion des 1909 gegründeten Vereins Spiel und Sport 09 Walsum mit dem im Jahre 1925 gegründeten Sportfreunden Vierlinden. Die Fußballer von Spiel und Sport spielten in den Ligen der Deutschen Jugendkraft und spielten in den 1920er Jahren in der höchsten Spielklasse. Im Jahre 1923 wurden die Walsumer Gaumeister. Nach der Machtübernahme der Nationalsozialisten wurde Spiel und Sport zwangsweise aufgelöst. Die Neugründung erfolgte nach dem Ende des Zweiten Weltkrieges. Vor der Fusion waren die Vierlindener die erfolgreichere Mannschaft. Sie stiegen 1951 in die Bezirksklasse und 1958 in die Landesliga Niederrhein auf.
Somit starteten die Sportfreunde in der zweithöchsten Amateurliga. Dort ging es weiter nach oben und 1963 gelang mit vier Punkten Vorsprung auf den 1. FC Bocholt der Aufstieg in die Verbandsliga Niederrhein. Nach einem zehnten Platz in der Aufstiegssaison 1963/64 brauchten die Walsumer ein Jahr später einen 3:0-Sieg im Entscheidungsspiel gegen Eintracht Duisburg, um den Klassenerhalt zu schaffen. 1966 erreichten die Sportfreunde mit Platz sieben ihren sportlichen Zenit, ehe ein Jahr später der Abstieg in die Landesliga folgte. Dort kam die Mannschaft nicht über Mittelmaß hinaus und stieg 1970 in die Bezirksklasse ab. Zwar konnten die Walsumer direkt wieder aufsteigen, doch schon 1973 ging es erneut runter in die Bezirksklasse.
Die Sportfreunde wurden zu einer Fahrstuhlmannschaft zwischen Landes- und Bezirksliga. 1978 und 1982 stiegen die Walsumer in die Landesliga auf, 1980 und 1989 wieder in die Bezirksliga ab. 1990 wurden die Sportfreunde gar in die Kreisliga A durchgereicht und erreichte im Jahre 2001 mit dem Abstieg in die Kreisliga B den sportlichen Tiefpunkt. Zwei Jahre später stieg die Mannschaft wieder auf. Seit dem erneuten Abstieg im Jahre 2004 traten die Sportfreunde in der Kreisliga B an, ehe es 2022 wieder rauf in die Kreisliga A ging.